# Goera minuta
Goera minuta är en nattsländeart som beskrevs av Georg Ulmer 1927. Goera minuta ingår i släktet Goera och familjen grusrörsnattsländor. Inga underarter finns listade i Catalogue of Life.